# رودخانه کلوبارا
رودخانه کلوبارا (به انگلیسی: Kolubara) رودخانه‌ای است که در صربستان جریان دارد.